# Pamlény
Pamlény es un pueblo ubicado en el distrito de Szikszó, en el condado de Borsod-Abaúj-Zemplén, Hungría.

## Superficie
Posee una superficie de 12,40 kilómetros cuadrados.

## Demografía
Hasta 2019 la población era de 42 habitantes, con una densidad de población de 3,387 habitantes por kilómetro cuadrado.